# Asociación Deportiva Carmelita
Pour les articles homonymes, voir Carmelita.
Maillots
L'AD Carmelita est un club de football costaricien basé à Santa Barbara. 
Le club remporte une fois le championnat national, en 1961 (sous le nom de Carmen FC).
Il est finaliste de la Coupe du Costa Rica en 2013.

## Palmarès
- Championnat du Costa Rica
  - Champion : 1961

- Coupe du Costa Rica
  - Finaliste : 2013